# 亚历山大·亚历山德罗维奇·米哈伊洛夫
亚历山大·亚历山德罗维奇·米哈伊洛夫（羅馬化：Aleksandr Aleksandrovich Mikhaylov；1888年4月26日—1983年9月29日）是一位天文学家，曾任苏联科学院院士。1947年至1982年，他在普尔科沃天文台工作。1964年之前，他一直担任该台台长，并因在列宁格勒陷落后领导该台战后复兴而受到赞誉。
他最早发表的论文之一涉及哈雷彗星的出现。
奇怪的是，约瑟夫·斯大林曾下令摧毁普尔科沃天文台，但随后又下令重建。米哈伊洛夫在该天文台重新开放前的工作中起到了关键作用，该天文台于1954年5月正式重新开放。其研究任务包括观测和预测太阳活动以及利用射电天文学仪器进行各种项目。

## 延伸阅读
- Evaluating Soviet Lunar Science in Cold War America, Ronald E. Doel, Osiris, 2nd Series, Vol. 7, Science after '40 (1992), pp. 238–264

- Biographical Encyclopedia of Astronomers, edited by Hockey, Trimble, et al., Springer (2007), p. 781